# Ludovic Geilich
Ludovic Geilich-Jonsen (* 29. Dezember 1987 in Glasgow) ist ein professioneller britisch-deutscher Pokerspieler.

## Persönliches
Geilich wurde als Sohn einer deutschen Mutter und eines schottischen Vaters in Glasgow geboren und wuchs in Schottland auf.

## Pokerkarriere

### Online
Geilich kam erstmals in einem Snookerclub mit Poker in Berührung. Er spielt seit April 2010 online unter den Nicknames ludovi333 (PokerStars), Gr4vyBo4t (partypoker sowie William Hill) und Luckylud148 (Full Tilt Poker). Ende September 2016 gewann er auf PokerStars ein Turnier der World Championship of Online Poker in der Variante Pot Limit Omaha und sicherte sich sein bisher höchstes Preisgeld von über 460.000 US-Dollar. Insgesamt hat sich Geilich mit Online-Turnierpoker mehr als 4 Millionen US-Dollar erspielt. Im Jahr 2016 stand er zeitweise unter den Top 10 des PokerStake-Rankings, das die erfolgreichsten Onlinepoker-Turnierspieler weltweit listet. Von Juli 2018 bis Ende 2020 wurde er von partypoker gesponsert.

### Live
Seine erste Geldplatzierung bei einem Live-Turnier erzielte Geilich Ende November 2007 in London. Mitte Juni 2013 gewann er das Main Event der Estrellas Poker Tour in Marbella und sicherte sich aufgrund eines Deals mit zwei anderen Spielern ein Preisgeld von 130.000 Euro. Anfang Oktober 2013 erreichte er beim Main Event der European Poker Tour (EPT) in London den Finaltisch und belegte den mit umgerechnet knapp 315.000 US-Dollar dotierten vierten Platz. Ende März 2014 gewann Geilich ein Side-Event der EPT in Wien mit einer Siegprämie von knapp 50.000 Euro. Mitte Juni 2015 war er erstmals bei der World Series of Poker (WSOP) im Rio All-Suite Hotel and Casino am Las Vegas Strip erfolgreich und kam bei einem Turnier in Pot Limit Omaha in die Geldränge. Im März 2016 setzte sich Geilich bei einem Event im Wynn Las Vegas durch und sicherte sich den Hauptpreis von rund 150.000 US-Dollar. Bei der WSOP 2016 wurde er beim Pot-Limit Omaha High Roller Siebter und erhielt über 110.000 US-Dollar. Im Dezember 2017 belegte Geilich bei zwei Pokerturnieren in Prag jeweils den zweiten Platz und sicherte sich Preisgelder von mehr als 270.000 Euro. Anfang April 2018 gewann er das Auftaktturnier der partypoker Millions in Barcelona mit einer Siegprämie von 250.000 Euro.
Insgesamt hat sich Geilich mit Poker bei Live-Turnieren mehr als 3,5 Millionen US-Dollar erspielt und ist damit nach Niall Farrell und David Vamplew der dritterfolgreichste schottische Pokerspieler.